# Рохо, Висенте
Висе́нте Ро́хо Льюк (исп. Vicente Rojo Lluch; 1894, Фуэнте-ла-Игера, Валенсия — 15 июня 1966, Мадрид) — испанский военачальник, генерал. Участник Гражданской войны 1936—1939.

## Семья, детство и начало военной службы
Отец Рохо был военным, сражавшийся против карлистов и повстанцев на Кубе, откуда он вернулся больным и умер ещё до рождения сына. Вскоре умерла и мать, и Висенте был определён в военный сиротский приют. В 1911—1914 он учился в пехотном училище в Толедо, которое успешно закончил с чином младшего лейтенанта (четвёртым в выпуске из 390 кадетов). Офицерскую службу проходил в Барселоне, затем в группе «регулярес» (марокканские колониальные войска под командованием испанских офицеров) в Сеуте в Марокко, а затем вновь в Барселоне и в небольшом городке Ла Сеу д’Уржел в Пиренеях.

## Преподавательская деятельность
В 1922 был произведён в капитаны и вернулся в пехотное училище в Толедо в качестве преподавателя. Он был одним из авторов учебных планов по предметам «Тактика», «Вооружения» и «Огневая мощь» для вновь созданной Главной военной академии в Сарагосе, начальником которой был Франсиско Франко. Вместе с капитаном Эмилио Аламаном руководил изданием военного библиографического издания Colección Bibliográfica Militar, получившего значительное распространение как в Испании, так и за границей. С августа 1932 он был преподавателем службы Генерального штаба в Высшей военной школе. В его педагогической практике был эпизод, когда он предложил курсантам тактическую тему, заключавшуюся в переправе через реку Эбро и последующем развитии наступления, что очень напоминало реальное сражение на Эбро в 1938 году, план которого он разрабатывал, уже будучи генералом. 25 февраля 1936 Рохо был произведён в майоры (преподаватели в испанской армии медленно получали повышения в чинах). Во время военной службы он был известен как набожный католик и имел связи с консервативным Испанским военным союзом.

## Участие в Гражданской войне
Летом 1936 во время выступления военных-националистов Рохо остался лоялен республиканскому правительству. В период обороны националистами толедского Алькасара он пришёл к ним с предложением о сдаче, но оно было отвергнуто (в свою очередь, осаждённые предложили Рохо остаться вместе с ними, но он также отказался). В условиях, когда многие кадровые офицеры поддержали противников республики, квалифицированный профессионал Рохо быстро стал одним из республиканских военных руководителей, игравших ключевую роль в реорганизации вооружённых сил. В октябре 1936 он стал подполковником и начальником Генерального штаба сил обороны, созданных для защиты Мадрида от наступавших националистов в ситуации, когда правительство уже покинуло столицу и переехало в Валенсию. Непосредственным начальником Рохо был генерал Хосе Миаха (другая транскрипция — Мьяха), возглавлявший хунту обороны Мадрида. Рохо в короткие сроки разработал эффективный план обороны города, который в значительной степени предотвратил его падение. В качестве начальника штаба армии Центра он сыграл большую роль в планировании операций в сражениях у Харамы, Гвадалахары, Брунете и Бельчите.

Рохо был одним из испанских военных, наиболее тесно связанных с советскими советниками. Будущий Маршал Советского Союза Р. Я. Малиновский высоко оценивал его деятельность: 

Мне не однажды приходилось встречаться с этим человеком, и он всегда производил на меня впечатление умного и храброго военачальника. Выходец из бедной семьи, Висенте Рохо посвятил себя военному делу. Преодолевая косность и рутину старой королевской армии, изучал стратегию, тактику, историю военного искусства и в своё время преподавал тактику в кадетском корпусе. А когда грянул фашистский мятеж, без колебаний встал на сторону Республики и во главе народных колонн храбро сражался на подступах к Мадриду, сражался с теми самыми дворянскими сынками, которым вдалбливал военную премудрость и которые обратили её против своего народа. Можно ли удивляться тому, что Рохо, профессор кадетского корпуса, стал видным республиканским командиром и, будучи начальником штаба у бесславного Миахи, в сущности, возглавил героическую борьбу испанского народа за Мадрид. От души радовались мы, военные специалисты, при известии о назначении в мае 1937 года Висенте Рохо начальником Генерального штаба. Очень скоро мы почувствовали, что у кормила этого «мозгового центра» республиканской армии стоит дельный и очень нужный Испании человек…

Будущий Маршал Советского Союза К. А. Мерецков также давал Рохо положительную характеристику и в своих мемуарах раскрывал механизм взаимодействия с советскими советниками как Рохо, так и Миахи: 

Начальником штаба Мадридского фронта являлся Висенте Рохо, умный, знающий и деловой офицер. Настроен он был значительно левее Миахи и, как мне казалось, недолюбливал его. Нередко, внося какие-нибудь серьёзные предложения или сообщая важные данные, он порой избегал докладывать лично Миахе, а обращался в таких случаях ко мне и просил меня провести решение в жизнь. У меня имелись, конечно, и свои соображения и предложения. И вот, как правило вечером, я приходил к Миахе. Там и беседовали. После нескольких случаев на фронте, когда рекомендации советника помогли, Миаха, думавший о своей карьере, начал, по-видимому, относиться к советам со вниманием… На следующее утро после встречи Миаха созывал у себя в кабинете совещание и выкладывал всё, что было накануне согласовано. Далее слово предоставлялось Рохо, а он, как фактический инициатор ряда предложений, энергично поддерживал председателя хунты. Затем слово предоставляли мне, и я выступал в том же духе. После этого соглашались и другие должностные лица.

Деятельность Рохо получила высокую оценку и республиканского правительства. 23 марта 1937 он был произведён в полковники, а после формирования правительства Хуана Негрина в мае 1937 назначен начальником Генерального штаба вооружённых сил и начальником Генерального штаба сухопутных войск. В этом качестве он руководил созданием Мобильной армии, которая стала основной наступательной силой республиканцев. 22 октября 1937 Рохо было присвоено звание генерала. В течение года он планировал наступления у Уэски, Врунете, Бельчите, Сарагосы и Теруэля. После взятия Теруэля был удостоен самой высокой награды республики — Лаврового Мадридского знака отличия. В 1938 он руководил планированием наступления республиканцев на реке Эбро — их последней крупной операции в войне, которая первоначально имела успех, но затем превратилась в длительное сражение и не смогло привести к перелому в пользу сторонников республики.

Часть сторонников республики отрицательно оценивали деятельность Рохо, считая, что он являлся скорее теоретиком, чем практиком. Эта точка зрения нашла своё отражение в романе Эрнеста Хемингуэя «По ком звонит колокол». Один из его персонажей, генерал Гольц говорит: 

Это очень сложная и очень красивая операция. Сложная и красивая, как всегда. План был сработан в Мадриде. Это очередное творение Висенте Рохо, шедевр незадачливого профессора. Наступать буду я, и, как всегда, с недостаточными силами. И все-таки эта операция осуществима. Я за
неё спокойнее, чем обычно. Если удастся разрушить мост, она может быть успешной.

С негативной оценкой деятельности генерала Рохо солидаризируется и современный российский публицист С. Ю. Данилов. По его мнению, Рохо 

предлагал слишком замысловатые и трудноисполнимые планы операций, препятствовал созданию «бесполезных», по его мнению, оборонительных поясов (ссылаясь на опыт гражданской войны и льстя советским офицерам!). Он закулисно боролся против интербригад, однако коммунисты и советские офицеры никогда не называли его «подозрительным» и не требовали снятия его с ключевого поста начальника генштаба. Напротив. Коммунистические газеты (даже «Правда»!) создавали Рохо рекламу… Рохо быстрее других понял, что такое компартия и как подойти к коммунистам. Таланты Рохо состояли в усидчивости, притворстве и лести, умении обхаживать коммунистических функционеров и журналистов.

## Эмиграция и возвращение в Испанию
В феврале 1939, после падения Каталонии, Рохо вместе с правительством выехал во Францию, где ему было присвоено звание генерал-лейтенанта — он стал вторым военным, получившим его в республиканской армии. После краткого пребывания во Франции, он переехал в Аргентину, а оттуда в Боливию, где в 1943—1956 был профессором в Военной школе.
В феврале 1957 он вернулся в Испанию. Возвращению Рохо способствовали ряд обстоятельств. Он пользовался уважением со стороны даже части франкистов, не участвовал в репрессиях против националистов. В фильме «Раса», вышедшем во франкистской Испании ещё в 1942, Рохо был представлен в качестве вполне респектабельного персонажа. Кроме того, в переговорах о его возвращении участвовали несколько военных-националистов и хорошо знавший Рохо по Боливии епископ Кочабамбы Хосе Луис Альменар Бетанкур. Первоначально франкистские власти не беспокоили Рохо, но уже в июле 1957 он был отдан под суд. Рохо был обвинён в военном мятеже (стандартное обвинение в отношении офицеров, сохранивших верность республике) и его дело рассматривал Специальный суд для преследования масонов и коммунистов, который приговорил его к 30 годам лишения свободы. Однако это наказание с самого начала было условным, а в 1958 он был помилован (что, впрочем, не означало восстановления гражданских прав и признания генеральского звания).
Последние годы жизни Рохо провёл в Мадриде. Автор нескольких книг о гражданской войне в Испании: Alerta a los pueblos! (1939), Esраñа heroica! (1961) и Asi fue la defensa de Madrid (1967).

## Награды
- Лавровый Мадридский знак отличия